# Kyllinga nudiceps
Kyllinga nudiceps là loài thực vật có hoa trong họ Cói. Loài này được C.B.Clarke ex Standl. mô tả khoa học đầu tiên năm 1929.